# 乃木坂工事中
『乃木坂工事中』（のぎざかこうじちゅう、nogizaka under construction）は、2015年（平成27年）4月20日からテレビ愛知の企画・制作により、テレビ東京系列などで放送されているバラエティ番組である。乃木坂46の冠番組。略称は「乃木中」「工事中」。

## 概要
乃木坂46にとって初の地上波レギュラー冠番組だった『乃木坂って、どこ?』（2011年10月3日 - 2015年4月13日）をリニューアルした後継番組。『乃木坂って、どこ?』に引き続き、MCはバナナマンが担当。番組名の『乃木坂工事中』は乃木坂46の総合プロデューサー・秋元康が考案した。
2016年12月30日、『乃木坂って、どこ?』時代から通じて初の特番となる1時間SPを放送。本番組のネット局であるテレビ東京に限り当番組の後に放送されている『欅って、書けない?』（関東ローカル）に出演する、同じ坂道シリーズの欅坂46との合同忘年会企画を行った。以後、2017年12月25日、2018年1月8日、2019年1月7日に拡大1時間SPを放送した。
2021年5月17日（16日深夜）放送回より、同月6日に新たに開設された乃木坂46のYouTubeチャンネル「乃木坂配信中」にて、放送後に毎週無料配信されている。地上波の番組をYouTubeにて公式無料配信するのは異例のことである。また、配信期間等も特に設けられていない。
番組の休止は年末年始を除いてほとんどないが、海外の時差の大きい世界卓球選手権などのスポーツ中継が放送されるときは時間繰り下げや休止となる場合がある。
2024年4月8日（7日深夜）より放送時間が15分繰り下がり、0:15 - 0:45に放送されている。

## コーナー
番組開始からしばらくの間は、メイン企画の他にいくつかのコーナーが設けられていた。これらのコーナーは2025年現在、メンバーの加入や卒業などに伴って放送されなくなっており、大半の放送回ではメイン企画のみ放送されている。
乃木坂監視中
関係者や視聴者からの情報をもとにメンバーの知られざる姿を明らかにする。
乃木坂部活中
メンバーの学生時代の部活エピソードを取り上げる。
乃木坂MV注目中
乃木坂46のミュージック・ビデオでメンバーが是非みて欲しい場面を取り上げる。
2期生掘り下げ中
堀未央奈が乃木坂46の2期生メンバーを掘り下げて紹介する。
乃木坂反省中
メンバーが過去の悪行を告白して反省する。
3期生紹介中
2016年9月に加入した3期生を「3人のプリンシパル」の映像なども交えながら紹介する。

## 企画
シングルヒット祈願、企画プレゼン大会、部活、軍団、日村賞、ファンが選ぶ乃木坂46ベストソング
この企画では「乃木坂って、どこ?」時代から冒頭の挨拶で設楽統がシングル曲のタイトルをわざと間違えるギャグが恒例となっており、ネット上では企画の度にファンの間で「設楽が何と間違えるか?」の予想合戦が起きている。当の設楽本人はその事を齋藤飛鳥から伝えられた際に「適当に言ってるんで...」と苦笑いしていた。
|      | 放送日                    | タイトル                                                                                     | 挑戦メンバー | 備考      |
| ---- | ------------------------- | -------------------------------------------------------------------------------------------- | --- | --------- |
| 12th | 2015年 7月13日            | 9名のノック選抜による「100本ノックに挑戦」                                                   | 秋元真夏、生田絵梨花、生駒里奈、衛藤美彩 桜井玲香、白石麻衣、西野七瀬、橋本奈々未、深川麻衣                                    | [ 注 5 ]  |
| 12th | 7月20日                   | 生駒単独で地底湖まで行きヒット祈願                                                           | 生駒里奈 | [ 注 6 ]  |
| 13th | 10月19日                  | 都内の坂道13本をダッシュで駆け上がろう!                                                      | 齋藤飛鳥、星野みなみ | [ 注 7 ]  |
| 13th | 10月26日                  | 日本一過酷な神社を参拝                                                                       | 秋元真夏、生田絵梨花、西野七瀬、深川麻衣                                                                                       | [ 注 8 ]  |
| 13th | 11月2日                   | 縁起のいいグルメ獲ってこい!                                                                  | 衛藤美彩、白石麻衣、橋本奈々未、高山一実                                                                                       | [ 注 9 ]  |
| 14th | 2016年 4月4日             | 高度4200mからのスカイダイビング                                                              | 生田絵梨花 | [ 注 10 ] |
| 15th | 8月22日                   | 齋藤飛鳥の1人ヒット祈願 in ミャンマー                                                        | 齋藤飛鳥 | [ 注 11 ] |
| 16th | 10月31日 11月7日 11月14日 | 1日で11カ所を弾丸訪問ツアー in 北海道                                                        | 秋元真夏、生田絵梨花、生駒里奈、橋本奈々未、星野みなみ、松村沙友理                                                             |           |
| 17th | 2017年 3月20日 3月27日    | 氷の滝登りで出世をつかめ                                                                     | 秋元真夏、生駒里奈、齋藤飛鳥、寺田蘭世、星野みなみ、渡辺みり愛                                                                 |           |
| 18th | 8月7日 8月14日            | 海に潜って幸運のウミガメを探し出せ!                                                          | 大園桃子、与田祐希 | [ 注 12 ] |
| 19th | 10月1日                   | 映画「あさひなぐ」のロケ地で主人公あさひが行った「桶の水を担いで階段を登る」という特訓に挑戦 | 秋元真夏、高山一実、星野みなみ                                                                                                 | [ 注 13 ] |
| 20th | 2018年 4月23日            | 生駒里奈がラストシングルヒット祈願で過酷登山に挑む                                           | 生駒里奈、大園桃子、久保史緒里、星野みなみ、山下美月、与田祐希                                                                 |           |
| 21st | 8月6日 8月13日            | 齋藤飛鳥のジコチューヒット祈願 飛鳥監督のジコチュー（事故注意）MV撮影                        | 岩本蓮加、梅澤美波、齋藤飛鳥、鈴木絢音、星野みなみ                                                                             |           |
| 22nd | 11月12日                  | 西野七瀬の遠回りヒット祈願                                                                   | 秋元真夏、井上小百合、高山一実、中田花奈、西野七瀬、与田祐希、若月佑美                                                         | [ 注 14 ] |
| 22nd | 11月19日                  | 西野七瀬の遠回りヒット祈願                                                                   | 生田絵梨花、伊藤理々杏、斉藤優里、佐藤楓、白石麻衣、西野七瀬、与田祐希                                                         | [ 注 15 ] |
| 23rd | 2019年 5月27日            | Sing Out!ヒット祈願 全国での「ハッピー」                                                     | 秋元真夏、伊藤理々杏、井上小百合、岩本蓮加、梅澤美波、大園桃子、北野日奈子、齋藤飛鳥、桜井玲香、新内眞衣、堀未央奈             | [ 注 16 ] |
| 23rd | 6月3日                    | Sing Out!ヒット祈願 全国での「ハッピー」                                                     | 生田絵梨花、久保史緒里、阪口珠美、佐藤楓、白石麻衣、鈴木絢音、高山一実、星野みなみ、与田祐希、渡辺みり愛                       | [ 注 17 ] |
| 23rd | 6月10日                   | Sing Out!ヒット祈願 全国での「ハッピー」                                                     | 生田絵梨花、井上小百合、梅澤美波、大園桃子、久保史緒里、佐藤楓、白石麻衣、新内眞衣、鈴木絢音、高山一実、星野みなみ             | [ 注 18 ] |
| 24th | 9月23日                   | 24thシングルヒット祈願キャンペーン in 富士登山                                               | 秋元真夏、遠藤さくら、賀喜遥香、掛橋沙耶香、金川紗耶、北川悠理、柴田柚菜、清宮レイ、田村真佑、筒井あやめ、早川聖来、矢久保美緒 | [ 注 19 ] |
| 24th | 9月30日                   | 24thシングルヒット祈願キャンペーン in 富士登山                                               | 秋元真夏、遠藤さくら、賀喜遥香、掛橋沙耶香、金川紗耶、北川悠理、柴田柚菜、清宮レイ、田村真佑、筒井あやめ、早川聖来、矢久保美緒 | [ 注 19 ] |
| 25th | -                         | -                                                                                            | - | [ 注 20 ] |
| 26th | 2021年 1月18日            | 26枚目シングルヒット祈願                                                                     | 梅澤美波、久保史緒里、山下美月                                                                                                 | [ 注 21 ] |
| 26th | 1月25日                   | 26枚目シングルヒット祈願                                                                     | 梅澤美波、久保史緒里、山下美月、清宮レイ、田村真佑、生田絵梨花、齋藤飛鳥                                                       | [ 注 23 ] |
| 27th | 6月7日                    | 27thシングルヒット祈願                                                                       | 岩本蓮加、久保史緒里、早川聖来                                                                                                 | [ 注 24 ] |
| 27th | 6月14日                   | 27thシングルヒット祈願                                                                       | 梅澤美波、賀喜遥香、田村真佑、山下美月                                                                                         | [ 注 25 ] |
| 27th | 6月21日                   | 27thシングルヒット祈願                                                                       | 遠藤さくら、与田祐希 | [ 注 26 ] |
| 28th | 9月13日                   | 28thシングルヒット祈願                                                                       | 賀喜遥香、掛橋沙耶香、新内眞衣、筒井あやめ、樋口日奈                                                                           | [ 注 27 ] |
| 28th | 9月20日                   | 28thシングルヒット祈願                                                                       | 賀喜遥香、掛橋沙耶香、新内眞衣、筒井あやめ、樋口日奈                                                                           |           |
| 29th | 2022年 3月28日            | 29thシングルヒット祈願                                                                       | 五百城茉央、小川彩、奥田いろは                                                                                                 | [ 注 28 ] |
| 29th | 4月4日                    | 29thシングルヒット祈願                                                                       | 一ノ瀬美空、菅原咲月、冨里奈央                                                                                                 | [ 注 28 ] |
| 29th | 4月11日                   | 29thシングルヒット祈願                                                                       | 井上和 | [ 注 28 ] |
| 30th | 8月29日                   | 30thシングルヒット祈願                                                                       | 賀喜遥香、金川紗耶、佐藤楓、山下美月、弓木奈於                                                                                 | [ 注 29 ] |
| 30th | 9月5日                    | 30thシングルヒット祈願                                                                       | 賀喜遥香、金川紗耶、佐藤楓、山下美月、弓木奈於                                                                                 |           |
| 31st | 12月5日                   | 31stシングルヒット祈願                                                                       | 齋藤飛鳥 | [ 注 31 ] |
| 31st | 12月12日                  | 31stシングルヒット祈願                                                                       | 齋藤飛鳥 | [ 注 31 ] |
| 32nd | -                         | -                                                                                            | - | [ 注 32 ] |
| 33rd | 2023年 8月28日            | 33rdシングルヒット祈願                                                                       | 井上和 | [ 注 33 ] |
| 33rd | 9月4日                    | 33rdシングルヒット祈願                                                                       | 井上和 | [ 注 33 ] |
| 33rd | 9月11日                   | 33rdシングルヒット祈願                                                                       | 井上和 | [ 注 33 ] |
| 34th | 2023年 12月4日            | 34thシングルヒット祈願                                                                       | 遠藤さくら、賀喜遥香 | [ 注 34 ] |
| 34th | 12月11日                  | 34thシングルヒット祈願                                                                       | 遠藤さくら、賀喜遥香 | [ 注 34 ] |
| 34th | 12月18日                  | 34thシングルヒット祈願                                                                       | 遠藤さくら、賀喜遥香 | [ 注 34 ] |
| 35th | 2024年 4月15日            | 35thシングルヒット祈願                                                                       | 山下美月 | [ 注 35 ] |
| 36th | 8月26日                   | 36thシングルヒット祈願                                                                       | 井上和、池田瑛紗、遠藤さくら、小川彩、賀喜遥香、金川紗耶、菅原咲月、筒井あやめ、冨里奈央                                       | [ 注 36 ] |
| 37th | 12月9日                   | 37thシングルヒット祈願                                                                       | 梅澤美波、遠藤さくら、小川彩、筒井あやめ                                                                                       | [ 注 37 ] |
| 38th | 3月31日                   | 38thシングルヒット祈願                                                                       | 井上和、賀喜遥香、菅原咲月、中西アルノ、林瑠奈                                                                                 | [ 注 38 ] |
| 38th | 4月7日                    | 38thシングルヒット祈願                                                                       | 井上和、賀喜遥香、菅原咲月、中西アルノ、林瑠奈                                                                                 | [ 注 38 ] |
| 39th | 7月21日                   | 39thシングルヒット祈願                                                                       | 一ノ瀬美空、井上和、川﨑桜、菅原咲月、中西アルノ、弓木奈於                                                                     | [ 注 39 ] |
| 39th | 8月11日                   | 39thシングルヒット祈願 完結編                                                                | 一ノ瀬美空、遠藤さくら、岡本姫奈、小川彩、賀喜遥香、川﨑桜、久保史緒里                                                         | [ 注 39 ] |

|   | 放送日         | プレゼンター | 内容                              | 結果   | 備考      |
| - | -------------- | ------------ | --------------------------------- | ------ | --------- |
| 1 | 2015年 11月9日 | 堀未央奈     | まだまだ 面白い 2期生掘り下げ     | 採用   | [ 注 40 ] |
| 1 | 2015年 11月9日 | 星野みなみ   | みなみを遊園地に連れてって        | 保留   | [ 注 41 ] |
| 1 | 2015年 11月9日 | 中元日芽香   | わだかまりを無くそう!リベンジの湯 | 採用   | [ 注 42 ] |
| 1 | 2015年 11月9日 | 秋元真夏     | リアクション塾 第2弾              |        | [ 注 43 ] |
| 1 | 2015年 11月9日 | 秋元真夏     | あなたの彼女になりたいの〜        |        | [ 注 44 ] |
| 2 | 11月30日       | 伊藤かりん   | みんなに教えたい将棋の世界        | 保留   | [ 注 45 ] |
| 2 | 11月30日       | 能條愛未     | 本格的時代劇 挑戦したい!          | 保留   | [ 注 46 ] |
| 2 | 12月7日        | 松村沙友理   | 醸し出せ個性 におい1グランプリ    | 不採用 | [ 注 47 ] |
| 2 | 12月7日        | 高山一実     | 今年もやろう 妄想クリスマス2015   | 採用   | [ 注 48 ] |
| 3 | 2016年 4月25日 | 堀未央奈     | 忘れないで2期生もやりたい生誕祭   | 保留   | [ 注 49 ] |
| 3 | 2016年 4月25日 | 深川麻衣     | まだまだ知らない齋藤飛鳥          | 採用   | [ 注 50 ] |
| 3 | 2016年 4月25日 | 秋元真夏     | 春の新入部員勧誘大会              | 採用   | [ 注 51 ] |

生駒里奈の卒業により登山部部長が空白となるため、2018年4月23日放送で全部活が一旦廃止。新部活として、2018年8月27日・9月3日放送の「今度こそ活動するぞ! 乃木坂46新部活プレゼン大会」で今度こそ活動しやすいテレビ向きの部活がプレゼンされ、良い部活は即採用で番組に反映された。ただし、部員は固定せず参加できる人だけで実行。
| 部活                     | 内容 | 人数 | 部長       | 部員                                                                                                | 元部員              | 活動歴              |
| ------------------------ | --- | ---- | ---------- | --------------------------------------------------------------------------------------------------- | ------------------- | ------------------- |
| スキューバ部             | スキューバダイビングのライセンスを取得 世界有数のダイビングスポットへ                                                            | 4    | 生田絵梨花 | 斎藤ちはる、斉藤優里、桜井玲香                                                                      |                     |                     |
| 登山部                   | 苦難の先にある達成感を味わえる! 都会の雑踏から解放され癒される!                                                                  | 6    | 生駒里奈   | 秋元真夏、齋藤飛鳥、寺田蘭世、星野みなみ、渡辺みり愛                                                |                     | 2017年3月20日・27日 |
| アニメ声優部             | 声優スクールに通い基礎を学ぶ 自分が大好きな「アニメの声優」を勝ち取ること!!                                                      | 3    | 松村沙友理 | 佐々木琴子                                                                                          | 中元日芽香          |                     |
| ボードゲーム部           | ボードゲームには無限の可能性 | 6    | 高山一実   | 伊藤かりん、井上小百合、北野日奈子、和田まあや                                                      | 橋本奈々未          | 2017年2月20日       |
| 乃木坂46アクションクラブ | アクションをやって仕事の方向性を広げよう 格闘技ジムでパンチやキックの基本を身につける 体操教室でバク転やワイヤーアクションを習得 | 13   | 堀未央奈   | 伊藤純奈、衛藤美彩、川後陽菜、相楽伊織、白石麻衣、 鈴木絢音、能條愛未、樋口日奈、山崎怜奈、若月佑美 | 伊藤万理華 川村真洋 |                     |

| 部活         | 内容 | プレゼンター （部長） | 活動歴                  |
| ------------ | --- | --------------------- | ----------------------- |
| クイズ研究部 | 勉強系のクイズ以外にも謎解き系のクイズも開催し、番組企画として成立させる                                                                                                 | 高山一実              | 2018年9月10日・17日     |
| 公募部       | 名前を伏せて応募し、採用されたものを番組で放送する | 中田花奈              |                         |
| 絶叫部       | 「カワイイ子×本気の絶叫＝撮れ高」がとれる。そのままカワイイ子が座ってても成り立つが、 その子達がちょっと無理したり怖がった表情をしている方が、見てる方からすると目をひく | 秋元真夏              | 2018年11月26日、12月3日 |
| ドッキリ部   | メンバーの家に泊まりに行ったときに、程度の低いドッキリをしかける | 和田まあや            |                         |
| ドライ部     | メンバーが免許を取得することで、ロケの出発から撮影が出来る 免許を取得した暁には、乃木坂46で車を買うことや、自動車のCMにも出演する                                        | 松村沙友理            | 2018年10月8日           |

軍団在籍状況　2024年7月29日現在
- ※ - 他軍団と掛け持ち。
- 太字 - 2018年1月8日放送「最も結束力の強いチームはどこだ!? 仲間を救え! 軍団全面対抗バトル」参加メンバー[117][注 52]。

| 軍団                   | 活動内容 | 人数   | 軍団長     | 軍団員                                     | 元軍団員                                                                                     | 備考                |
| ---------------------- | --- | ------ | ---------- | ------------------------------------------ | -------------------------------------------------------------------------------------------- | ------------------- |
| さゆりんご軍団         | 楽曲リリース（「白米様」15thシングルc/w、「さゆりんご募集中」4thアルバムc/w） 雑誌連載「乃木坂46さゆりんご軍団妄想ノート」（EX大衆） 単独ライブ（不定期） | 4      | 軍団長不在 | -                                          | ※松村沙友理（元軍団長）、佐々木琴子、中田花奈、※伊藤かりん（グループ卒業後も活動）、寺田蘭世 | [ 注 56 ]           |
| 犬メン                 | 犬会（パーティーなどで日頃の鬱憤を晴らす） | 3      | 軍団長不在 | -                                          | 伊藤万理華、生駒里奈、※若月佑美、※斉藤優里、桜井玲香、井上小百合、新内眞衣、※松村沙友理      | [ 注 57 ]           |
| スイカ                 | ホームパーティー、旅行 | 1      | 軍団長不在 | -                                          | ※川後陽菜、※伊藤かりん、西野七瀬、※斉藤優里、伊藤純奈                                        |                     |
| チューリップ           | テーマパークに行く、お泊まり会 夜通し人狼大会 | 3（4） | 軍団長不在 | （日村勇紀）                               | 川村真洋、斎藤ちはる、能條愛未、※川後陽菜、高山一実、和田まあや、生田絵梨花                  | [ 注 58 ]           |
| 真夏さんリスペクト軍団 | 楽曲リリース（「2度目のキスから」16thシングルc/w） 雑誌取材 ニコニコ生放送（不定期）                                                                      | 3      | 軍団長不在 |                                            | 秋元真夏（元軍団長）、鈴木絢音、相楽伊織、渡辺みり愛                                         |                     |
| 若様軍団               | 楽曲リリース（「恋愛お掃除人」19thシングルc/w） | 3      | 軍団長不在 | 梅澤美波                                   | ※若月佑美、阪口珠美、山下美月                                                                | [ 注 59 ] [ 注 60 ] |
| 首ンセス               | 楽曲リリース（「君にDitto」36thシングルc/w） | 5      | 弓木奈於   | 五百城茉央、奥田いろは、筒井あやめ、川﨑桜 | -                                                                                            | [ 注 61 ]           |
| まゆたん協会           | 楽曲リリース（「懐かない仔猫」36thシングルc/w） | 5      | 田村真佑   | 池田瑛紗、一ノ瀬美空 、小川彩 、菅原咲月   | -                                                                                            | [ 注 61 ]           |
| 楓さんを正そう軍団     | 楽曲リリース（「Keep in touch」36thシングルc/w） | 5      | 佐藤楓     | 冨里奈央、中西アルノ、林瑠奈、松尾美佑     | -                                                                                            | [ 注 61 ]           |

日村賞とは、番組を盛り上げた貢献者に贈られる賞のことである。賞品は、バナナマン・日村勇紀の自腹により贈呈される。前身番組『乃木坂って、どこ?』における賞品は、2016年1月4日・11日に『乃木坂工事中』で放送された「日村賞大決算祭 賞品を懸け争奪戦」の対決勝利者へ贈呈された。
|    | 受賞日          | 受賞者     | 受賞理由                                                                  | 賞品                                | 対決                           | 対戦者                                                                                 | 勝利者     | 贈呈日          |
| -- | --------------- | ---------- | ------------------------------------------------------------------------- | ----------------------------------- | ------------------------------ | -------------------------------------------------------------------------------------- | ---------- | --------------- |
| 1  | 2014年 4月7日   | 川後陽菜   | エイプリルフール選手権 優勝 （乃木坂って、どこ?）                         | アロマディフューザー                | しりとりサバイバル             | 川後陽菜 相楽伊織 新内眞衣                                                             | 川後陽菜   | 2016年 1月4日   |
| 2  | 2014年 5月26日  | 堀未央奈   | 涙の女王選手権 優勝 （乃木坂って、どこ?）                                 | 高級明太子                          | 不戦勝                         |                                                                                        | 堀未央奈   | 2016年 1月11日  |
| 3  | 2014年 6月23日  | 星野みなみ | コレなら語れるグランプリ 優勝 （乃木坂って、どこ?）                       | 口紅                                | 黒ひげ早飛ばし対決             | 星野みなみ 山崎怜奈 渡辺みり愛                                                         | 山崎怜奈   | 2016年 1月4日   |
| 4  | 2014年 8月25日  | 斎藤ちはる | 私の夏恋グランプリ 優勝 （乃木坂って、どこ?）                             | 2mのクマのぬいぐるみ                | ゴミ箱シュート対決             | 伊藤純奈 桜井玲香 斎藤ちはる 寺田蘭世                                                  | 桜井玲香   | 2016年 1月11日  |
| 5  | 2014年 9月22日  | 西野七瀬   | 画王決定戦 優勝 （乃木坂って、どこ?）                                     | かに道楽ギフトカード (1万円分)      | ビーチフラッグ対決             | 秋元真夏 生田絵梨花 生駒里奈 井上小百合 斉藤優里 西野七瀬 能條愛未 深川麻衣 和田まあや | 西野七瀬   | 2016年 1月4日   |
| 6  | 2014年 10月20日 | 能條愛未   | POP女王決定戦 優勝 （乃木坂って、どこ?）                                  | グロス&チーク                       | カラオケ対決                   | 川村真洋 中元日芽香 能條愛未                                                           | 川村真洋   | 2016年 1月11日  |
| 7  | 2014年 12月22日 | 高山一実   | 妄想クリスマス2014 優勝 （乃木坂って、どこ?）                             | 40インチテレビ                      | 空中ペーパー箸キャッチ         | 伊藤万理華 齋藤飛鳥 鈴木絢音 高山一実 樋口日奈                                         | 齋藤飛鳥   | 2016年 1月11日  |
| 8  | 2015年 12月28日 | 衛藤美彩   | 妄想クリスマス2015 優勝 （乃木坂工事中）                                  | 酒（百年の孤独）                    | ゴミ箱シュート対決             | 衛藤美彩 中田花奈 永島聖羅 若月佑美                                                    | 衛藤美彩   | 2016年 1月4日   |
| 9  | 2015年 12月28日 | 白石麻衣   | 妄想クリスマス2015 助演賞 （乃木坂工事中）                                | パーカー                            | ぶら下がりサバイバル           | 伊藤かりん 白石麻衣 橋本奈々未                                                         | 橋本奈々未 | 2016年 1月4日   |
| 10 | 2015年 12月28日 | 北野日奈子 | 妄想クリスマス2015 留守告編 優勝 （乃木坂工事中）                         | メイクポーチ                        | 何を食べたでしょう? サバイバル | 佐々木琴子 北野日奈子 松村沙友理                                                       | 北野日奈子 | 2016年 1月11日  |
| 11 | 2016年 1月25日  | 和田まあや | 内輪ウケものまね大賞 優勝 （乃木坂工事中）                                | 残念賞：日本橋美人 イチジクジェリー | メンバーのモノマネ             | 当時・出演メンバー                                                                     |            | 2021年 12月13日 |
| 12 | 2016年 12月12日 | 北野日奈子 | 乃木坂46 私服コレクション2016冬「デニムコーデ」 （乃木坂工事中）          | 残念賞：日本橋美人 イチジクジェリー |                                | 当時・出演メンバー                                                                     |            | 2021年 12月13日 |
| 12 | 2016年 12月12日 | 樋口日奈   | 乃木坂46 私服コレクション2016冬 「ドキドキ部屋着コーデ」 （乃木坂工事中） | リファ ファインバブル ワン          |                                | 当時・出演メンバー                                                                     |            | 2021年 12月13日 |
| 13 | 2017年 11月20日 | 岩本蓮加   | 乃木坂46 恋愛模擬テスト （乃木坂工事中）                                  | バルミューダ 加湿器 "Rain"          |                                | 当時・出演メンバー                                                                     |            | 2021年 12月13日 |
| 14 | 2017年 12月18日 | 寺田蘭世   | センス見極めバトル 優勝 （乃木坂工事中）                                  | パレタセラーノ生ハム生活セット      | 川柳・小説                     | 当時・出演メンバー                                                                     |            | 2021年 12月13日 |
| 15 | 2019年 10月14日 | 受賞者なし | 乃木坂46 秋の四つ巴対決 優勝 （乃木坂工事中）                             |                                     | 射的で豪華な景品を狙う!        | 1期生 2期生 3期生 4期生                                                                | 1期生      |                 |
| 16 | 2020年 1月20日  | 受賞者なし | ズッキュン王国のハチャメチャパーティー （乃木坂工事中）                   | 洗濯機                              | 黒ひげ                         | バナナマン 乃木坂46出演メンバー                                                        | 与田祐希   | 2020年 3月9日   |

2018年2月26日、3月5日発表。なお、21位～100位は2018年3月放送の乃木坂46時間TVにおいて発表された。また、2022年2月21日～23日に行われた乃木坂46時間TV内では、バナナマンと乃木坂46メンバーが表題曲と表題曲以外の中からそれぞれ選出したランキングが発表された（乃木坂46時間TV#バナナ&メンバーが選ぶ! ベストソング歌謡祭を参照）。
※ - Type省略、複数収録の場合は初出のみ記述。
| 順位 | 曲名                        | 収録作品 ※         |
| ---- | --------------------------- | ------------------ |
| 1位  | サヨナラの意味              | 16thシングル表題曲 |
| 2位  | きっかけ                    | 2ndアルバム収録曲  |
| 3位  | 裸足でSummer                | 15thシングル表題曲 |
| 4位  | 何度目の青空か？            | 10thシングル表題曲 |
| 5位  | 制服のマネキン              | 4thシングル表題曲  |
| 6位  | 君の名は希望                | 5thシングル表題曲  |
| 7位  | インフルエンサー            | 17thシングル表題曲 |
| 8位  | 命は美しい                  | 11thシングル表題曲 |
| 9位  | 今、話したい誰かがいる      | 13thシングル表題曲 |
| 10位 | ガールズルール              | 6thシングル表題曲  |
| 11位 | 気づいたら片想い            | 8thシングル表題曲  |
| 12位 | いつかできるから今日できる  | 19thシングル表題曲 |
| 13位 | あの日 僕は咄嗟に嘘をついた | 10thシングル収録曲 |
| 14位 | 世界で一番 孤独なLover      | 6thシングル収録曲  |
| 15位 | あらかじめ語られるロマンス  | 11thシングル収録曲 |
| 16位 | 悲しみの忘れ方              | 13thシングル収録曲 |
| 17位 | せっかちなかたつむり        | 3rdシングル収録曲  |
| 18位 | やさしさとは                | 7thシングル収録曲  |
| 19位 | 三番目の風                  | 17thシングル収録曲 |
| 20位 | ロマンスのスタート          | 8thシングル収録曲  |

## 出演者
レギュラー
- MC[146]
  - バナナマン（設楽統・日村勇紀） - バナナマンの二人は「乃木坂公式お兄ちゃん」という愛称でファンの間でも親しまれている[147]。
- 乃木坂46[146]

スタジオゲスト
- 亜門虹彦（心理アナリスト） - 第6回の心理テストで乃木坂46の腹黒いメンバーを分析[148]。
- 髙橋大輔（アナウンサー） - 第41回「14thシングル選抜メンバー大発表」で進行を担当[149]。
- 十文字幻斎（催眠エンターテイナー）- 第62回「弱点を無くして、目指せ! パーフェクトアイドル!」、第120回「女優魂でダマしきれ! 乃木坂46演技力グランプリ後半戦」でスタジオに登場し、メンバーに催眠術をかけた[150]。また、第3回でもVTR出演している。
- 島田秀平 - 第66〜67回の「真夏の30秒で怖い話大会2016」でバナナマンとともにメンバーの怪談を聞き、それを分析。自身の怪談も披露[要出典]。
- 谷+1。 - 第74回「1カ月あったらこれ出来ます! 乃木坂46夏休みの目標発表会」で渡辺みり愛のドローンマシュマロキャッチを指導[151]。第98回「17thシングルヒット祈願キャンペーン 氷の滝登りで出世をつかめ」ではドローンカメラマンとして出演。
- ず～まだんけ（けん玉パフォーマー） - 第74回「1カ月あったらこれ出来ます! 乃木坂46夏休みの目標発表会」で川村真洋に「裸足でSummer」に合わせてけん玉パフォーマンスを行い最後に「とめけん」を指導、およびバックダンサーとして出演[151]。
- もりやすバンバンビガロ - 第75回「1カ月あったらこれ出来ます! 乃木坂46夏休みの目標発表会」で相楽伊織にかじるジャグリングを指導[151]。
- 麓節子（琉球民謡協会関東支部理事長） - 第75回「1カ月あったらこれ出来ます! 乃木坂46夏休みの目標発表会」で生田絵梨花に三線で谷茶前節（たんちゃめぶし）を指導[151]。
- ゴンゾー - 第76回「1カ月あったらこれ出来ます! 乃木坂46夏休みの目標発表会」で中田花奈にタンバリン芸を指導[151]。
- 丹羽健一（マーケットエンタープライズ） - 第77回「これが私の宝物! 乃木坂46トレジャー鑑定団」でメンバーのお宝を査定[152]。第147回「個人的にこんな事してみたいんです 私の7年目の目標発表会」で新内眞衣に靴を提供[153]。
- 広海・深海 - 第83〜84回「乃木坂46 私服コレクション2016冬」でメンバーの私服ファッションを評論し、採点[154]。
- 欅坂46 - スペシャル回と第87回の「乃木坂46&欅坂46大忘年会」に出演[6]。
- 土田晃之 - 『欅って、書けない?』のMCとして、スペシャル回、第87回の「乃木坂46&欅坂46大忘年会」に出演[6]。
- 廣川健太郎（2023年6月より東京都山岳連盟会長[155]） - 第97、98回「乃木坂46 17thシングルキャンペーン」、第507、508回「乃木坂46 38thシングルキャンペーン」で、メンバーに氷瀑登山を指導[156]。
- 清野由紀（TACTIVE自由が丘コーチ） - 第100回「第2回 先輩プレゼンツ 3期生PR大作戦」で3期生の吉田と卓球のラリーを行う。
- JP（ものまね芸人） - 第135回「センス見極めバトル後半戦」に出演。メンバー4名に声帯模写を指導し、日村とともに出題。
- 忍成修吾 - VTR出演。第136回「妄想恋愛アワード2017 クリスマス1時間SP」の「胸キュンドラマ部門」にて新内眞衣、桜井玲香、齋藤飛鳥、中田花奈、秋元真夏と共演。
- 上野由紀（上野ヴォーカルアカデミー校長[157]） - VTR出演。第147回「個人的にこんな事してみたいんです 私の7年目の目標発表会」で高山一実に滑舌トレーニングを指導[153]。
- レジェンド松下（実演販売士） - 第157回、第158回「買っちゃえ! スタジオ即売会」で、メンバーに実演販売。第381回「夏だから買っちゃおう! スタジオ即売会2022 後半」[158]に出演。
- 飯野郁斗（リアルフィジカルトレーナー） - 第199回「ニュー運動音痴スターを探せ! 4期生 体力測定 後半戦!」先生[159]。
- フォーチュン中田 - 第213回「令和の運勢を占え! 令-1グランプリ」[160]。
- 濱口善幸 -  第213回「令和の運勢を占え! 令-1グランプリ」[160]。
- 江辺香織（プロアーティスティック・プレイヤー） - 第229回「1カ月ぐらいでこれやります! 乃木坂46 みんなの目標発表会 2019」で田村真佑にトリックショットを指導[161]。
- 柴原孝典 - 第229回「1カ月ぐらいでこれやります! 乃木坂46 みんなの目標発表会 2019」で伊藤理々杏にアクションを指導[162]。
- アリス先生 - 第230回「1カ月ぐらいでこれやります! 乃木坂46 みんなの目標発表会 2019 後半」で遠藤さくら、賀喜遥香にイリュージョン、マジックを指導[163]。
- せきぐちあいみ - 第230回「1カ月ぐらいでこれやります! 乃木坂46 みんなの目標発表会 2019 後半」で梅澤美波にVRアートを指導[163]。
- 本多修 - 第231回「1カ月ぐらいでこれやります! 乃木坂46 みんなの目標発表会 2019 完結編」で北川悠理にパラデル漫画を指導[164]。
- チョウ先生 - 第231回「1カ月ぐらいでこれやります! 乃木坂46 みんなの目標発表会 2019 完結編」で齋藤飛鳥に変面を指導[164]。
- DJ松永（Creepy Nuts）- 第278回「DJ白石への道」[165]。
- 元気先生 - 第447回「乃木坂46 顔面選手権 後編」[166]。
- 海老谷浩 - 第505回「梅澤を超えろ! 副キャプテン強化企画! 前半」[167]。

## ネット局と放送時間
番組送出は制作局のテレビ愛知もしくはキー局のテレビ東京のどちらかが行う。（基本はテレビ愛知が送出）
| 放送期間 | 放送日時                     | 放送局                | 対象地域       | 備考    |
| --- | ---------------------------- | --------------------- | -------------- | ------- |
| 2015年4月20日 - | 月曜 0:15 - 0:45（日曜深夜） | テレビ愛知（TVA）     | 愛知県         | 制作局  |
| |                              | テレビ北海道（TVh）   | 北海道         |         |
| |                              | テレビ東京（TX）      | 関東広域圏     |         |
| |                              | テレビ大阪（TVO）     | 大阪府         |         |
| |                              | テレビせとうち（TSC） | 岡山県・香川県 |         |
| |                              | TVQ九州放送（TVQ）    | 福岡県         |         |
| 2021年4月8日 - | 木曜 0:25 - 0:55（水曜深夜） | 石川テレビ（ITC）     | 石川県         | [ 169 ] |
| また、本放送以前に、2015年度と2016年度に、レギュラー放送ではないものの傑作選という形で放送を行った実績がある。※テレビ東京系列以外の一部地域は開始当初より放送時間変更（変更時期不明）、2024年4月25日の第459回の放送にて、時間変更。 |                              |                       |                |         |

| 配信開始日      | 配信時間                        | 配信サイト                        |
| --------------- | ------------------------------- | --------------------------------- |
| 2021年5月17日 - | 月曜 番組放送終了後（日曜深夜） | 乃木坂配信中（YouTubeチャンネル） |

過去の放送局
| 放送期間                       | 放送日時                     | 放送局                   | 対象地域 | 備考                        |
| ------------------------------ | ---------------------------- | ------------------------ | -------- | --------------------------- |
| 2015年5月20日 - 2017年5月10日  | 水曜 2:20 - 2:50（火曜深夜） | テレビくまもと（TKU）    | 熊本県   |                             |
| 2015年8月19日 - 2019年9月27日  | 金曜 2:05 - 2:35（木曜深夜） | 広島ホームテレビ（HOME） | 広島県   | [ 174 ] [ 注 70 ]           |
| 2018年1月12日 - 2019年3月29日  | 金曜 1:00 - 1:35（木曜深夜） | テレビ愛媛（EBC）        | 愛媛県   | [ 174 ]                     |
| 2017年9月24日 - 2020年6月28日  | 日曜 2:40 - 3:10（土曜深夜） | 東日本放送（KHB）        | 宮城県   | [ 174 ] [ 注 71 ] [ 注 72 ] |
| 2015年10月15日 - 2020年9月25日 | 金曜 1:33 - 2:03（木曜深夜） | 静岡放送（SBS）          | 静岡県   | [ 174 ] [ 注 73 ]           |
| 2015年5月7日 - 2021年7月1日    | 木曜 1:24 - 1:54（水曜深夜） | 秋田放送（ABS）          | 秋田県   | [ 174 ]                     |
| 2020年4月12日 - 2023年3月26日  | 日曜 0:55 - 1:25（土曜深夜） | 高知放送（RKC）          | 高知県   | [ 170 ]                     |
| 2015年5月24日 - 2023年4月14日  | 金曜 0:26 - 0:56（木曜深夜） | 信越放送（SBC）          | 長野県   | [ 179 ] [ 注 74 ]           |

## スタッフ
2024年9月現在
- 企画：秋元康
- ナレーター：佐藤賢治、大江戸よし々
- 構成：そーたに、町田裕章、安部裕之、水野将良
- CAM：杉山紀行
- VE：徳永一馬
- 音声：西田敬
- タイトル：長澤紀子
- 美術：矢野雄一郎
- アートコーディネーター：内山高太郎
- 大道具：市川賢人、鎌田大祐
- アクリル装飾：伊藤幸枝
- 電飾：加藤直
- アレンジ：安藤岳
- 音効：遠藤亘
- メイク：スズキユウジ
- 編集：伊藤正博
- MA：阿左美茂樹
- 撮影協力：池田屋、プログレッソ、アートメイクトキ、IMAGICA、ZACK
- 美術協力：4d
- 協力：Y&N Brothers、テレビ愛知
- 番組担当：阿部祥三（テレビ愛知）、溝部志穂（テレビ愛知）
- 番組宣伝：今井麻依子（テレビ愛知）
- AD：渡邉紫音、井脇健太、山辺正喜、長島宗月、髙宮大聖、恵直希
- AP：須藤はるな
- ディレクター：佐藤英輔、塚田正道、吉田萌海、尾関美有、和田英明
- プロデューサー：今野義雄、長尾真、堀江隆久、佐野弘明
- 制作協力：K-max
- 制作：乃木坂46LLC
- 制作著作：「乃木坂工事中」製作委員会

過去のスタッフ
- スーパーバイザー：窪田康志
- 美術：森つねお
- 大道具：佐藤隆弘
- アクリル装飾：谷口航平
- デザイン：前田香織
- 美術進行：奥田裕美
- メイク：仲本沙織
- 編集：林芳宗、藤野誠一
- MA：大木久雄、長谷川麻衣
- 撮影協力：交音社、Kings
- 美術協力：TACreate
- 番組担当：永井壮一、小田成就（テレビ愛知）
- 番組宣伝：鈴木勇人、横田由里香、加藤万理（テレビ愛知）
- AD：松本茂之、早野太貴、和田英明、蓮井悠太、井上佳奈、渡邉崇斗、安井史織、笠原健太、髙野このみ
- AP：坂本加恵、山ノ内複枝、菅田美穂、梅本美幸
- ディレクター：白野勝敏、佐々部龍太、大城浩一郎、山本健太、双津大地郎
- プロデューサー：越智英二、常川昌靖、小谷中真実
- 演出：佐藤俊一郎

## 関連グッズ
| ＃ | リリース日     | タイトル                 | レーベル | 規格品番 | 収録内容                                             | 副音声                             |
| -- | -------------- | ------------------------ | -------- | -------- | ---------------------------------------------------- | ---------------------------------- |
| 1  | 2019年11月6日  | 秋元工事中               | N46Div.  | SRXW-6   | #002、#062、#181、#188〜189                          | 秋元真夏、和田まあや、鈴木絢音     |
| 2  | 2019年11月6日  | 白石工事中               | N46Div.  | SRXW-7   | #110、#159、#160、#165〜166、#179                    | 白石麻衣、生田絵梨花、新内眞衣     |
| 3  | 2019年11月6日  | 高山工事中               | N46Div.  | SRXW-8   | #061、#118〜120、#147                                | 高山一実、岩本蓮加、山下美月       |
| 4  | 2019年11月6日  | 松村工事中               | N46Div.  | SRXW-9   | #111、#156、#161〜162、#169〜170                     | 松村沙友理、桜井玲香、中田花奈     |
| 5  | 2020年6月3日   | 新内工事中               | N46Div.  | SRXW-11  | #016、#036、#114、#121〜122                          | 新内眞衣、高山一実、樋口日奈       |
| 6  | 2020年6月3日   | 星野工事中               | N46Div.  | SRXW-12  | #010、#026、#097〜098、#103                          | 星野みなみ、北野日奈子、寺田蘭世   |
| 7  | 2020年6月3日   | 堀工事中                 | N46Div.  | SRXW-13  | #014、#031、#177〜178、#197                          | 堀未央奈、鈴木絢音、渡辺みり愛     |
| 8  | 2020年6月3日   | 飛鳥工事中               | N46Div.  | SRXW-14  | #042〜043、#051、#063、#068                          | 齋藤飛鳥、和田まあや、梅澤美波     |
| 9  | 2020年10月28日 | 生田工事中               | N46Div.  | SRXW-20  | #137〜138、#176、#183〜184                           | 生田絵梨花、和田まあや、久保史緒里 |
| 10 | 2020年10月28日 | 梅澤工事中               | N46Div.  | SRXW-21  | #101、#142、#185〜186、#206                          | 梅澤美波、大園桃子、向井葉月       |
| 11 | 2020年10月28日 | 久保工事中               | N46Div.  | SRXW-22  | #125〜126、#131、#141、#144〜145                     | 久保史緒里、岩本蓮加、佐藤楓       |
| 12 | 2020年10月28日 | 大園工事中               | N46Div.  | SRXW-23  | #115、#136、#155、#180、#196                         | 大園桃子、樋口日奈、佐藤楓         |
| 13 | 2020年10月28日 | 山下工事中               | N46Div.  | SRXW-24  | #099、#130、#152、#205、#220〜221                    | 山下美月、阪口珠美、向井葉月       |
| 14 | 2020年10月28日 | 与田工事中               | N46Div.  | SRXW-25  | #116〜117、#143、#182、#207                          | 与田祐希、大園桃子、阪口珠美       |
| 15 | 2020年10月28日 | 乃木坂工事中〜グアム編〜 | N46Div.  | SRXW-26  | #047〜050                                            | 生田絵梨花、高山一実、松村沙友理   |
| 16 | 2020年10月28日 | 乃木坂工事中〜沖縄編〜   | N46Div.  | SRXW-27  | #200〜204                                            | 秋元真夏、寺田蘭世、与田祐希       |
| 17 | 2021年8月18日  | 乃木坂着替え中           | N46Div.  | SRXW-40  | #163〜164、#227〜228、#241                           | 秋元真夏、鈴木絢音、与田祐希       |
| 18 | 2021年8月18日  | 乃木坂選手権開催中       | N46Div.  | SRXW-41  | #134〜135、#139〜140、#244                           | 和田まあや、渡辺みり愛、岩本蓮加   |
| 19 | 2021年8月18日  | 乃木坂目標達成中         | N46Div.  | SRXW-42  | #069、#074〜076、#219、#229〜231                     | 梅澤美波、賀喜遥香、田村真佑       |
| 20 | 2021年8月18日  | 乃木坂ものまね中         | N46Div.  | SRXW-43  | #039、#043、#267、#268〜269                          | 高山一実、和田まあや、早川聖来     |
| 21 | 2022年1月26日  | 乃木坂基礎工事中         | N46Div.  | SRXW-50  | #008、#015、#018、#022〜024、#034                    | 秋元真夏、樋口日奈 、和田まあや    |
| 22 | 2022年1月26日  | 乃木坂後輩奮闘中         | N46Div.  | SRXW-51  | #150〜151、#198〜199、#211〜212                      | 山崎怜奈、阪口珠美、田村真佑       |
| 23 | 2022年1月26日  | 乃木坂ヒット祈願中       | N46Div.  | SRXW-52  | #012、#025〜026、#028、#225〜226                     | 秋元真夏、星野みなみ、清宮レイ     |
| 24 | 2022年1月26日  | 乃木坂ライブ潜入中       | N46Div.  | SRXW-53  | #174〜175、#223〜224、#253、#132・154・197・282・303 | 新内眞衣、向井葉月、矢久保美緒     |
| 25 | 2023年7月5日   | 秋元工事中 卒業記念盤    | N46Div.  | SRXW-61  | #234・235、#328、#330、#397・398、#402               | 田村真佑、筒井あやめ、菅原咲月     |
| 26 | 2023年7月5日   | 飛鳥工事中 卒業記念盤    | N46Div.  | SRXW-62  | #260、#308、#309、#344、#345                         | 賀喜遥香、柴田柚菜、井上和         |
| 27 | 2024年1月17日  | 遠藤＆筒井工事中         | N46Div.  | SRXW-63  | #310、#314、#349、#350、#329、#385                   | 遠藤さくら、筒井あやめ             |
| 28 | 2024年1月17日  | 賀喜＆田村工事中         | N46Div.  | SRXW-64  | #318、#348、#405、#286、#287、#320                   | 賀喜遥香、田村真佑                 |
| 29 | 2025年6月18日  | 山下工事中 卒業記念盤    | N46Div.  | SRXW-87  | #301、#376、#444、#457、#461                         | 山下美月、賀喜遥香、一ノ瀬美空     |
| 30 | 2025年6月18日  | 与田工事中 卒業記念盤    | N46Div.  | SRXW-88  | #112、#315、#365、#486、#500                         | 与田祐希、筒井あやめ、川﨑桜       |
| 31 | 2025年6月18日  | 乃木坂季節のご挨拶中     | N46Div.  | SRXW-89  | #438・439、#440、#495、#496                          | 弓木奈於、池田瑛紗、井上和         |
| 32 | 2025年6月18日  | 乃木坂料理中             | N46Div.  | SRXW-90  | #358、#406、#464、#465、#497                         | 遠藤さくら、五百城茉央、菅原咲月   |